# Shojo Beat
Shojo Beat — журнал манги в жанре сёдзё, публиковавшийся американским издательством Viz Media. Журнал был основан в июне 2005 года в качестве аналога Shonen Jump, в нём изначально публиковались главы из шести серий манги, а также печатались статьи о японской культуре, манге, аниме, стиле и моде. Впоследствии журнал претерпел изменения, одним из которых стало использование голубых и пурпурных оттенков в оформлении, что было схоже с японскими изданиями. Издательство Viz Media, помимо манги, начало публиковать в журнале романы лайт-новел и разделы об аниме, информация о котором печаталась в соответствующем выпуске.
Целевой аудиторией журнала являлись девушки в возрасте 16-18 лет. Первый выпуск журнала содержал 20 000 экземпляров, а к 2007 году средний тираж составил 38 000 экземпляров. Журнал был благоприятно отмечен критиками, хвалившими разнообразие манги и включение в журнал статей о японской культуре, однако при этом некоторые критики посчитали первые выпуски скучными и плохо написанными. В мае 2009 года компания Viz Media объявила о закрытии журнала; в июле 2009 года был издан последний номер. Поклонники журнала были разочарованы такой новостью.

## История
В феврале 2005 года издательство Viz Media анонсировало сознание нового журнала манги под названием Shojo Beat. Изначально предполагалось, что новый журнал будет аналогом существующего журнала Shonen Jump. В Shojo Beat были опубликованы шесть серий манг, а именно: Crimson Hero, Kaze Hikaru, Baby & Me, Godchild, Nana, и Absolute Boyfriend. На обложке первого номера, выпущенного в июне 2005 года, была изображена героиня манги Nana.
Изначально главным редактором журнала был Юми Хояси. В ноябре 2006 года он покинул издательство Viz Media, и должность главного редактора занял Марк Вейденбаум. Он занимал должность до 13 февраля 2009 года, когда издательство сообщило, что он должен покинуть компанию. Его сменил Хё Нарита. Несмотря на увольнение, Марк Вейденбаум по-прежнему числился на страницах журнала, как главный редактор вплоть до мая 2009 года Начиная с июньского номера 2009 года это было исправлено, и Хё Нарита начал числиться в журнале в качестве главного редактора.
У журнала было несколько персонажей-талисманов (маскотов). Первым маскотом стал панда по имени Моко, впервые представленный публике в октябрьском номере 2005 года, хотя до июля 2006 года он не имел имени. Позднее сотрудниками издательства Viz Media для Моко был создан аккаунт в социальной сети MySpace. Начиная с июльского номера 2007 года был представлен новый маскот — Beat Girl. Она располагалась на странице «слова редактора» и являлась своего рода оратором журнала. Примечательно, что для каждого нового номера её рисовали разные люди Третий маскот — звездообразная фигура по имени Хосико. Она впервые появилась в журнале в марте 2008 года и была представлена, как друг панды Моко.
После своего первого юбилея, прошедшего в июле 2006 года, в дизайне журнала произошли некоторые изменения. Во-первых, использование в журнале голубых и пурпурных чернил в манге стало преобладать над чёрно-белыми. В японских издательствах подобная практика уже применялась, а для манги, публикуемой в Северной Америке, это было нововведением. Во-вторых, начиная с январского выпуска 2007 года произошли изменения в оформлении журнала. Новый дизайн включал в себя более яркие и насыщенные цвета и шрифты, первое появление нового маскота, а также существующие разделы были основательно дополнены.
В мае 2009 года была прекращена подписка на новые выпуски журнала, а сама публикация завершилась июльским номером того же года. Уже существующие подписки перешли на журнал Shonen Jump, о чём бывшие подписчики были уведомлены информационным письмом, где также сообщалось о возможности компенсации за неиспользованное время. Официальной причиной закрытия журнала издательство Viz Media назвало «сложную экономическую обстановку».

## Особенности
Журнал Shojo Beat являлся в первую очередь сборником манги, а соответственно контент журнала состоял преимущественно из неё. Также журнал содержал «слово редактора», новости о манге, обзоры манги, опубликованной в предыдущем номере, статьи о японской культуре, текущие тенденции стиля и моды в Японии. Секции в конце журнала содержали материал от поклонников журнала, например фан-арт, письма от читателей, уроки рисования манги и руководства косплея. Официальный веб-сайт журнала содержал дополнительные статьи, наглядную информацию о том, как одеваться в костюм панды Моко, а также онлайн-обзоры манги, публикуемой в журнале.

## Манга
Поначалу журнал Shojo Beat содержал шесть серий японской манги, лицензированных и переведённых на английский язык компанией Viz Media. Всего за время существования на страницах журнала были опубликованы главы из 14 различных серий манги, 7 из которых были впоследствии вытеснены другими произведениями, и только 4 публиковались в журнале полностью. Каждая манга также публиковалась в танкобонах по этикеткой Viz. Издательство отмечало, что удаление незавершённых серий манги применялось, чтобы «не засорять журнал» и ускорить публикацию данных произведений в отдельных томах.
| Название                           | Автор              | Жанр                                      | Первый выпуск      | Последний выпуск   | Завершено |
| ---------------------------------- | ------------------ | ----------------------------------------- | ------------------ | ------------------ | --------- |
| Absolute Boyfriend                 | Юу Ватасэ          | научная фантастика, романтическая комедия | июль 2005 года     | март 2008 года     | Да        |
| Baby and Me                        | Маримо Рагава      | повседневность                            | июль 2005 года     | сентябрь 2007 года | Да        |
| Backstage Prince                   | Каноко Сакуракодзи | романтика                                 | октябрь 2006 года  | март 2007 года     | Да        |
| Crimson Hero                       | Мицуба Таканаси    | спокон, романтика                         | июль 2005 года     | июль 2009 года     | Нет       |
| Gaba Kawa                          | Риэ Такада         | махо-сёдзё, романтика                     | апрель 2008 года   | август 2008 года   | Да        |
| Earl Cain                          | Каори Юки          | ужасы, мистика                            | июль 2005 года     | июнь 2006 года     | Да        |
| Haruka ~Beyond the Stream of Time~ | Тооко Мидзуно      | фэнтези, романтика                        | октябрь 2007 года  | июль 2009 года     | Нет       |
| Honey and Clover                   | Тика Умино         | комедия, драма, романтика                 | сентябрь 2007 года | июль 2009 года     | Нет       |
| Honey Hunt                         | Мики Айхара        | драма, романтика                          | сентябрь 2008 года | июль 2009 года     | Нет       |
| Kaze Hikaru                        | Таэко Ватанабэ     | история                                   | июль 2005 года     | сентябрь 2006 года | Нет       |
| Nana                               | Ай Ядзава          | драма, романтика                          | июль 2005 года     | август 2007 года   | Нет       |
| Sand Chronicles                    | Хинако Асихара     | драма                                     | август 2007 года   | июль 2009 года     | Нет       |
| Vampire Knight                     | Мацури Хино        | мистика, романтика                        | июль 2006 года     | июль 2009 года     | Нет       |
| Yume-Kira: Dream Shoppe            | Акуа Мидзуто       | фэнтези                                   | апрель 2007 года   | июль 2007 года     | Да        |

## Содержание журнала
Как только журнал начал выходить в свет, издательством были созданы новые выходные данные для собственной манги и вымышленных сюжетов. Содержание журнала включало в себя основную серию манги, а также иную сёдзё-мангу, лицензированную Viz Media. Впоследствии издательство выпустило несколько романов лайт-новел под заглавием Shojo Beat Fiction, которые были тематически связаны с мангой, публикуемой в Shojo Beat. В феврале 2006 года издательство Viz Media запустило проект под названием Shojo Beat Home Video для выпуска аниме в жанре сёдзё. Первым произведением в новом проекте стало Full Moon o Sagashite, аниме-адаптация одноимённой манги, также выпущенной Viz Media. Для продвижения своего нового проекта, издательство включило рекламный диск с первым томом манги Full Moon в июньский номер 2006 года. Даже когда издание журнала уже было прекращено, издательство заявило в мае 2009 года, что продолжит выпускать мангу, публиковавшуюся в нём ранее.

## Тираж и целевая аудитория
Первый тираж журнала составлял 20 000 экземпляров. К 2006 году средний тираж составил 35 000 экземпляров, из которых 41 % попадал к читателям по подписке, остальное было продано в газетных киосках и магазинах. К 2007 году тираж достиг 38 000 экземпляров, а доля подписок на журнал возросла до 51 %. Читательская аудитория журнала была преимущественно женской и составляла 91 % от всех читателей. По возрастной категории читатели в возрасте 13-19 лет составляли 61 % от общего количества, в возрасте 12-17 лет — 45 %, и в возрасте 18-34 лет — 45 %.

## Отзывы критиков
Журнал Shojo Beat номинировался на награду Society for the Promotion of Japanese Animation Award аниме-фестиваля Anime Expo-2008 в категории «Лучшая публикация», но уступил японскому журналу Newtype.
В обзоре первого релиза Джессика Чобот из IGN подвергла журнал суровой критике. По её мнению, он был похож на «журнал для малолетних», а также она отозвалась об обложке, как о «ярко-розовом, болезнетворном и беспорядочном зрелище». Она находила содержание журнала скучным и не сочла правильным выбор публикуемой манги, сказав: «Это как если бы издательство Viz взяло отбракованную кучу ненужного материала и попыталось бы подать это всему женскому населению. 90 % того, что я прочла — это или плохо написанный текст или плохо нарисованный рисунок, чаще всего это именно так». Дэвид Вэлш из Comic World News придерживался другого мнения, он считал, что в журнале собрана хорошая манга, а особенно отметил Nana, Absolute Boyfriend и Crimson Hero, как три лучших произведения первого выпуска. Грег МакЭльхаттон, соучредитель Wizard: The Guide to Comics и бывший обозреватель из iComics.com, положительно отозвался о появлении журнала, сочтя это «умным решением» со стороны Viz Media, также он отметил, что по стилевому оформлению журнала человеку сразу становилось понятно, что этот журнал предназначен для девочек-подростков. При этом он отмечал, что две манги в премьерном выпуске имели несколько слабое начало, но всё же подытожил, что журнал «имеет хорошее, а возможно, и прекрасное начало».
Как только журнал закрылся, Хейди МакДональд из Publishers Weekly выразила единое мнение поклонников, которое звучало так: «журнал нравился всем, но никто за него не платил». Она отметила, что многие фанаты выразили сожаление по поводу закрытия журнала, и в их числе были даже те, кто не имел подписки на него. Кэтрин Дэйси отмечала, что журнал предлагал читателю «хорошее сочетание новых историй, существующих историй и статей», а также она особо отметила наличие раздела «Сделай сам». Коллектив журнала School Library Journal назвал Shojo Beat «одним из хороших» и считал закрытие журнала большой потерей для женской читательской аудитории, а особенно среди любителей комиксов и манги По мнению Бриджит Элверсон, Shojo Beat был прекрасным «и при этом не навязчивым» сборником «интеллектуальных статей, переносящих читателя в мир японской поп-культуры», что отличало его от других журналов для девушек, обычно «заполненных глупыми статьями или рекламой коммерческих продуктов». Другие обозреватели хвалили статьи о моде и японской культуре за их познавательный характер и за показ модной и доступной одежды. Двое сотрудников School Library Journal усомнились в том, что издательство Viz Media решило прекратить работу с журналом, и предположили, что ожидаемый тираж должен был совпадать с тиражом журнала Shonen Jump..